# 1029 La Plata
Az 1029 La Plata (ideiglenes jelöléssel 1924 RK) a Naprendszer kisbolygóövében található aszteroida. Juan Hartmann fedezte fel 1924. április 28-án a La Plata obszervatóriumban.